# Old South Meeting House

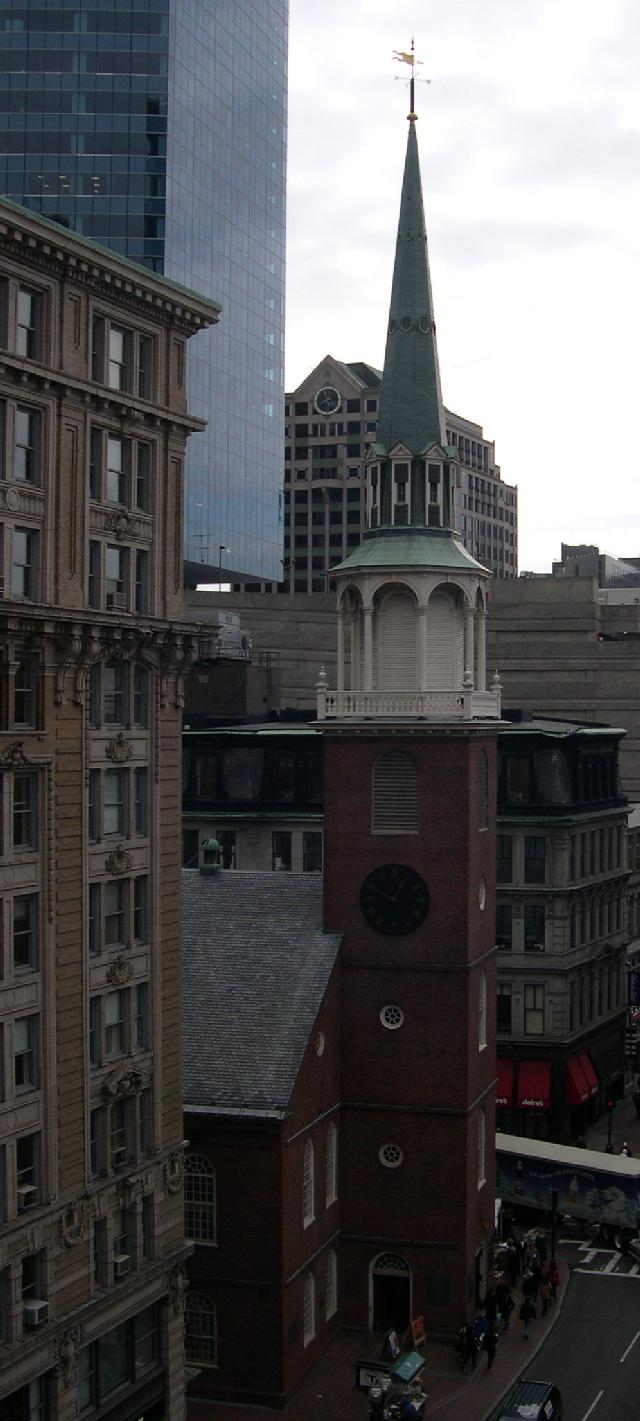
Das Old South Meeting House in Boston

Das Old South Meeting House in Boston, Massachusetts, USA, war der Schauplatz der öffentlichen Debatte, die letztlich zur Boston Tea Party am 16. Dezember 1773 führte. Zu dieser Zeit war die 1729 erbaute Kirche eines der größten Gebäude Bostons und diente als Versammlungsort. Nachdem der Bau bei dem Großbrand Bostons 1872 beinahe zerstört worden war, baute die Kongregation eine neue Kirche am Copley Square, die sie bis heute nutzt. Das Old South Meeting House ist heute ein Museum und wichtige Station auf dem Freedom Trail, der die den Amerikanischen Unabhängigkeitskampf betreffenden historischen Stätten verbindet.
Das Old South Meeting House befindet sich an der Kreuzung von Washington und Milk Street, der Eintritt ist gebührenpflichtig. Es wurde am 15. Oktober 1966 in das National Register of Historic Places aufgenommen.